# Sterigmapetalum resinosum
Sterigmapetalum resinosum är en tvåhjärtbladig växtart som beskrevs av J.A. Steyerm. och R. Liesner. Sterigmapetalum resinosum ingår i släktet Sterigmapetalum, och familjen Rhizophoraceae. Inga underarter finns listade i Catalogue of Life.